# 1-я Полярная стрелковая дивизия
1-я Полярная стрелковая дивизия — воинское соединение РККА СССР в Великой Отечественной войне. В действующей армии с 5 сентября 1941 по 28 сентября 1941 года.

## История
5 сентября 1941 года началось формирование Полярной дивизии народного ополчения. В первоначальный состав дивизии вошли более 10 тысяч ополченцев (рабочих судоремонтных заводов, железной дороги, портов, рыболовецких хозяйств, работников учреждений города Мурманска и других), а также несколько тысяч бойцов истребительных батальонов Мурманска и Мурманской области. Коммунисты и комсомольцы являлись ядром образующегося воинского коллектива. Добровольцами Полярной дивизии стали секретарь Хибиногорского горкома ВКП(б) Семячкин П. П., секретарь партийного бюро Мурманского торгового порта и другие. Вступили в дивизию и заключённые, в том числе репрессированные в конце 30-х годов командиры Красной Армии..

  Призвано военкоматами Мурманской области в августе-сентябре 1941 года для формирования 186-й < Полярной > < дивизии >:
— военнообязанных-рабочих — 5715 человек,
— заключённых — 7650 человек.
При отборе комиссиями ОВК заключённые на 80-90 % изъявляли горячее желание сразу идти на фронт. — Непобедимая Полярная
Ветераны Карельского фронта, Полярной дивизии утверждают, что среди добровольцев из числа заключённых предателей не было. Сражались с врагом они отчаянно, многие погибли в боях.

Они, действительно, воевали не на шутку — эти люди, большинство из которых было с искалеченной судьбой. Кто-то покалечил её сам, ступив на скользкую криминальную тропу, а кому-то её покалечила покрытая в 30-е паутиной лагерей Родина. Та самая Родина, которую они защищали с оружием в руках. «Какими же словами здесь поднимали дух во время боя?» — спрашиваю у Алексея Яковлевича. «Ура! За Родину! За Сталина! — таких слов я не слышал отвечает он. — Только яростно матерились да вспоминали „такую-то мать“, выпустив последние патроны из раскаленного ствола. Ох, и дрались эти „бывшие“! Ничего не боялись. Рядом с ними и свой страх куда-то уходил. Правда, и выбор у них был невелик: избавление от длинного срока в обмен на кровь и жизнь» — Связной Дикой дивизии
40 тысяч командиров Красной Армии было репрессировано в 30-е годы 20 века, многие из них ушли добровольцами на фронт. Среди осуждённых командиров Красной Армии, ушедших на фронт добровольцами, были будущий командующий Карельским фронтом Маршал Советского Союза, Герой Советского Союза, кавалер высшего военного ордена «Победа» Мерецков К. А. и будущий командующий 2-м Белорусским фронтом Маршал Советского Союза, дважды Герой Советского Союза, кавалер высшего военного ордена «Победа» Рокоссовский К. К.. 186-я стрелковая дивизия, образованная из Полярной дивизии, впоследствии сражалась под командованием этих советских военачальников.
Полковник С. В. Коломиец, кадровый офицер, участник гражданской войны, был назначен командиром дивизии. Командиром 1-го стрелкового полка дивизии был назначен подполковник Зайцев, командиром 2-го стрелкового полка дивизии майор Шушко. По версии Татьяны Брицкой из «Новой газеты» невозможность обеспечить созданную дивизию стрелковым оружием привела к тому, что одна винтовка выдавалась на двух-трёх бойцов. На всю дивизию дали 60 пистолетов ТТ и 100 кавалерийских шашек. По воспоминаниям Дмитрия Морозова в сентябре 1941 занимавшегося в дивизии вооружением к 15 сентябрю её части были вооружены и обеспечены всем необходимым для боя. Были получены 76-мм горные пушки образца 1909 года, 45-мм противотанковые пушки, пулемёты Максима, винтовки, миномёты. Морозов вспоминает, что полностью отсутствовало автоматическое оружие (ППД и СВТ), из запрошенных командирами 500 пистолетов был выделен лишь один ящик (60 штук), полученные 2 ящика кавалерийских шашок за ненадобностью лежали на складе
Дивизия сразу вступила в тяжёлые кровопролитные бои с наступающим на Мурманск противником. В критической обстановке, сложившейся в середине сентября 1941 года, дивизия преградила путь наступающей на Мурманск 3-й горнострелковой дивизии Вермахта, которая форсировала реку Западная Лица и прорвала оборону 14-й армии в районе 63-го километра шоссе Мурманск — Печенга.
Дивизия получила приказ для ликвидации прорыва противника на левом фланге выдвинуться в район озёр Куыркъявр, Ножъявр с целью наступления во фланг и тыл противника. Части дивизии получили задачу окружить и уничтожить 138-й горнострелковый полк 3-й горнострелковой дивизии немцев". В ночь с 14 на 15 сентября 1941 года 1-й стрелковый полк овладел ключевыми высотами, зашёл противнику в тыл и захватил батальонный штаб 139-го горнострелкового полка 3-й горнострелковой дивизии немцев, взяв в плен несколько офицеров. После прекращения наступления дивизии 3-я горнострелковая дивизия противника перешла в контратаку. Дивизии отбила все контратаки, нанеся серьёзные потери 138-му горнострелковому полку. Потеряв только убитыми до 200 человек, противник вынужден был перейти к обороне. Первая боевая задача, поставленная перед дивизией, была выполнена с большим успехом.
16 сентября 1941 года к позициям, занимаемым 1-м стрелковым полком, после продолжительного марша подошёл 2-й стрелковый полк дивизии и сразу же вступил в бой с противником. Дивизия получила приказ продолжить наступление во фланг 3-й горнострелковой дивизии, переправившейся на восточный берег реки Западная Лица и, во взаимодействии с 14-й стрелковой дивизией, восстановить прежнюю линию обороны.
17—19 сентября 1941 года дивизия вела тяжёлые бои.
На рассвете 20 сентября 1941 года дивизия перешла в наступление, атаковав правый фланг противника южнее озера Ножъявр. Частям дивизии удалось выйти в тыл противника.
21—22 сентября 1941 года дивизия продолжила наступление. 1-й полк дивизии овладел выгодной в тактическом отношении высотой Круглая и карьером у берега безымянного озера. 2-й стрелковый полк вышел к немецкому штабу горных егерей. Командир пулемётной роты выставил для противодействия подходящему подкреплению противника на северную сторону карьера два пулемётных расчёта. Подошедшее подкрепление вынуждено было залечь. Тогда бойцы дивизии, уничтожив охрану, ворвались в штаб. Прозвучал крик: «Нас окружила русская дикая дивизия!». Прозвище "дикая дивизия" стало визитной карточкой дивизии в годы войны.
Понеся в боях 22 и 23 сентября 1941 года большие потери, дивизия к 15 часам 24 сентября полностью очистила от противника плацдарм на восточном берегу реки Западная Лица.
К вечеру 24 сентября 1941 года дивизия вышла на рубеж реки Западная Лица и восстановила связь с частями 14-й стрелковой дивизии.
В результате разгрома дивизией 3-й горнострелковой дивизии противника её были вынуждены вывести в тыл на переформирование. Перелом в ходе обороны Мурманска войсками Карельского фронта был достигнут во многом благодаря мужеству и воинской доблести дивизии. Противник был вынужден отступить, на восточном берегу реки Западная Лица удалось восстановить сплошную линию обороны, с которой наши войска уже не отступали до конца войны.
Добровольцы дивизии сыграли огромную роль в том, что Мурманск не был захвачен немцами. Впоследствии город Мурманск был удостоен высокого звания «Город-герой».
Во время боёв с врагом на реке Западная Лица, в Мурманске проходило формирование 3-го полка и артиллерийского полка дивизии, а также других её подразделений.
Приказом по 14-й армии от 22 октября 1941 года дивизия получила наименование 186-й стрелковой дивизии. Были переименованы и полки дивизии: 1-й полк в 238-й стрелковый полк, 2-й полк в 290-й стрелковый полк и 3-й полк в 298-й стрелковый полк.

## Полное название
- 1-я Полярная стрелковая дивизия, также, неофициально, Дикая дивизия

## Подчинение
| Дата            | Фронт (округ)    | Армия      | Корпус (группа) | Примечания |
| --------------- | ---------------- | ---------- | --------------- | ---------- |
| 01.09.1941 года | Карельский фронт | 14-я армия | -               | -          |

## Состав
- 1-й стрелковый полк
- 2-й стрелковый полк

## Командиры

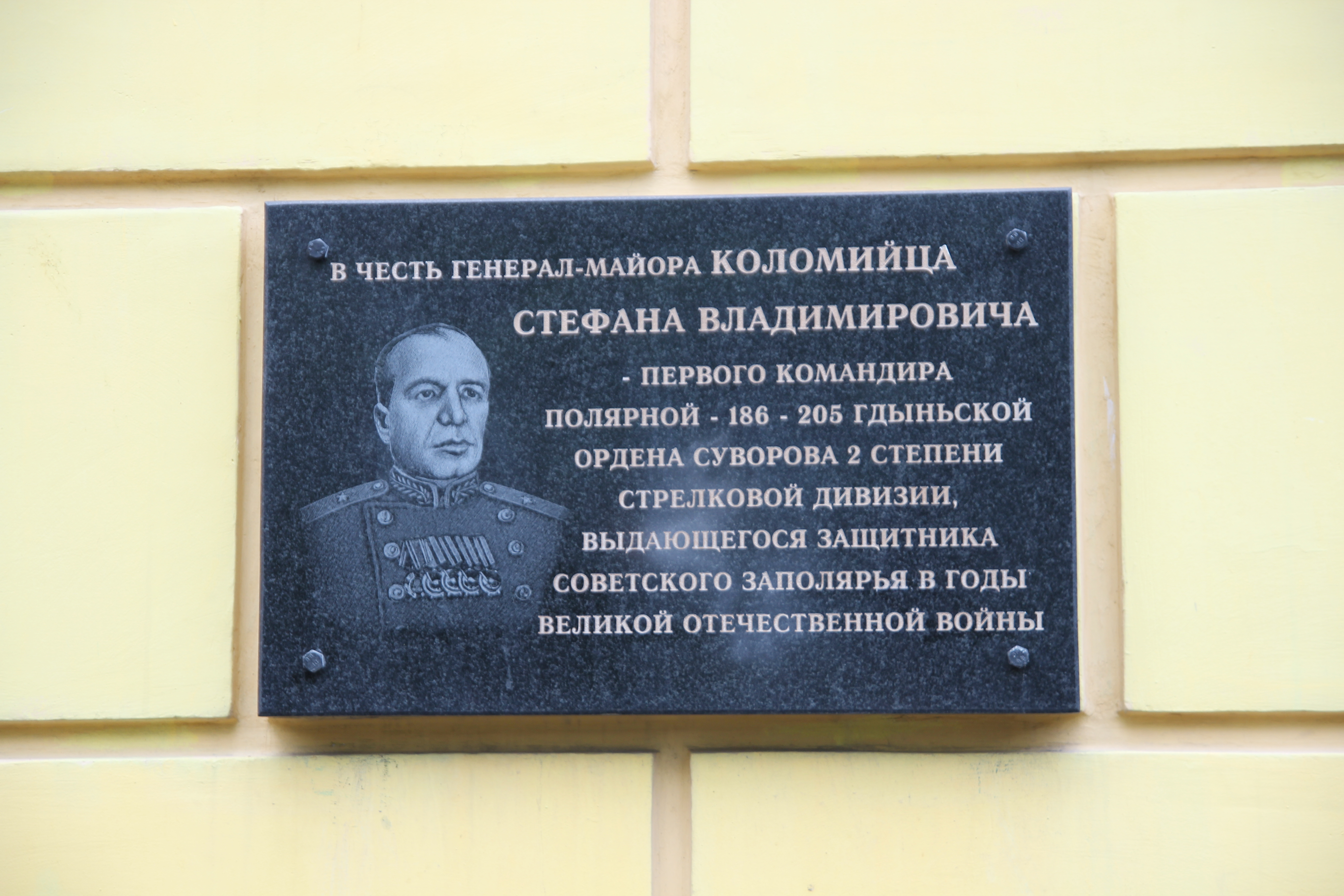
Мемориальная доска командиру дивизии в Мурманске

- Коломиец, Стефан Владимирович, полковник (05.09.1941—28.09.1941)

## Память

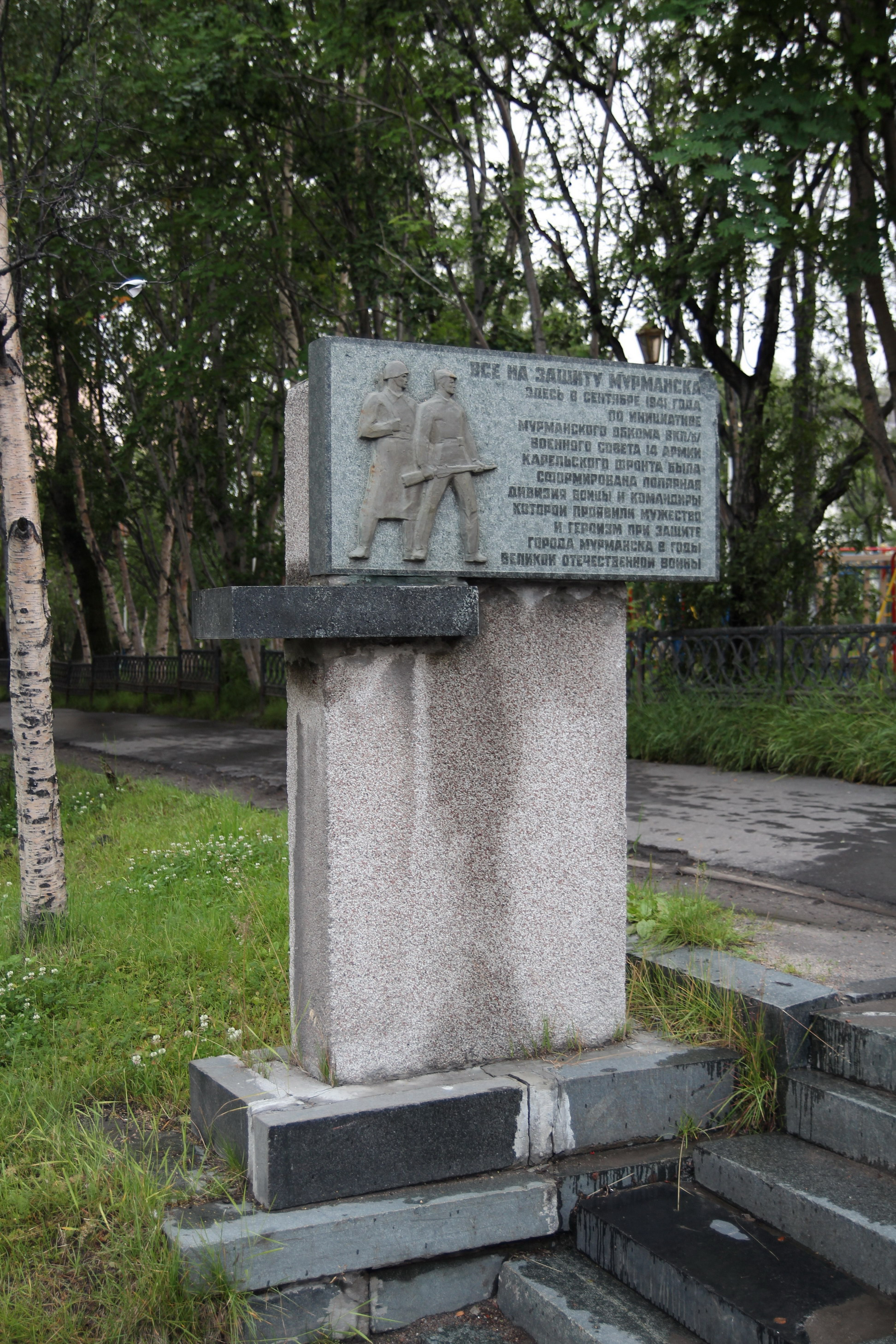
Памятный знак в Мурманске

В канун 30-летия «разгрома немецко-фашистских войск в Заполярье» в ознаменование подвига, совершенного бойцами и командирами Мурманской дивизии народного ополчения, был открыт памятный знак. Его авторами стали скульптор Г. А. Глухих и архитектор Ф. С. Таксис. Установили знак в небольшом скверике возле гарнизонного Дома офицеров, в южной части проспекта Ленина. Место для памятника выбрано не случайно. Здесь в сентябре 1941 года бойцы дивизии принимали присягу на верность Родине.
На месте первого боя Полярной дивизии на 63-м км дороги Мурманск-Печенга 15 октября 1977 года был открыт памятник и в 1999 году установлены мемориальные доски с именами 632 воинов Полярной дивизии, павших в боях за оборону города-героя Мурманска. В городе-герое Мурманске имеется улица имени Полярной дивизии.